# Малеев, Александр Иванович
Алекса́ндр Ива́нович Мале́ев (7 июля 1947, Воронеж, РСФСР, СССР — 3 июня 2023) — советский спортивный гимнаст, серебряный призёр Олимпийских игр 1972 года в Мюнхене, мастер спорта международного класса. Ввёл в вольные упражнения новый оригинальный элемент — «флажок».

## Биография
Родился 7 июля 1947 года в Воронеже.
Спортивной гимнастикой начал заниматься с 10 лет.
В 1969 году стал абсолютным чемпионом РСФСР. В 1971 году стал чемпионом СССР, серебряным призёром V Спартакиады народов СССР в многоборье, 
чемпионом V Спартакиады народов СССР в вольных упражнениях и победителем норвежского Кубка Бергена.
В 1972 году на XX Летних Олимпийских играх стал серебряным призёром в командном первенстве. Его лучшим достижением на Олимпийских играх в индивидуальном первенстве было 14-е место на полу.
Умер 3 июня 2023 года.